# John Aaron
Pour les articles homonymes, voir Aaron.
John W. Aaron (né en 1943 à Wellington) est un ingénieur en aérospatiale américain connu pour sa carrière à la National Aeronautics and Space Administration (Nasa).
Il est directeur de vol durant le programme Apollo. Il est connu dans sa gestion de la mission Apollo 12 lorsqu'elle a été frappé par la foudre peu après son lancement et a également joué un rôle important pendant la crise d'Apollo 13.

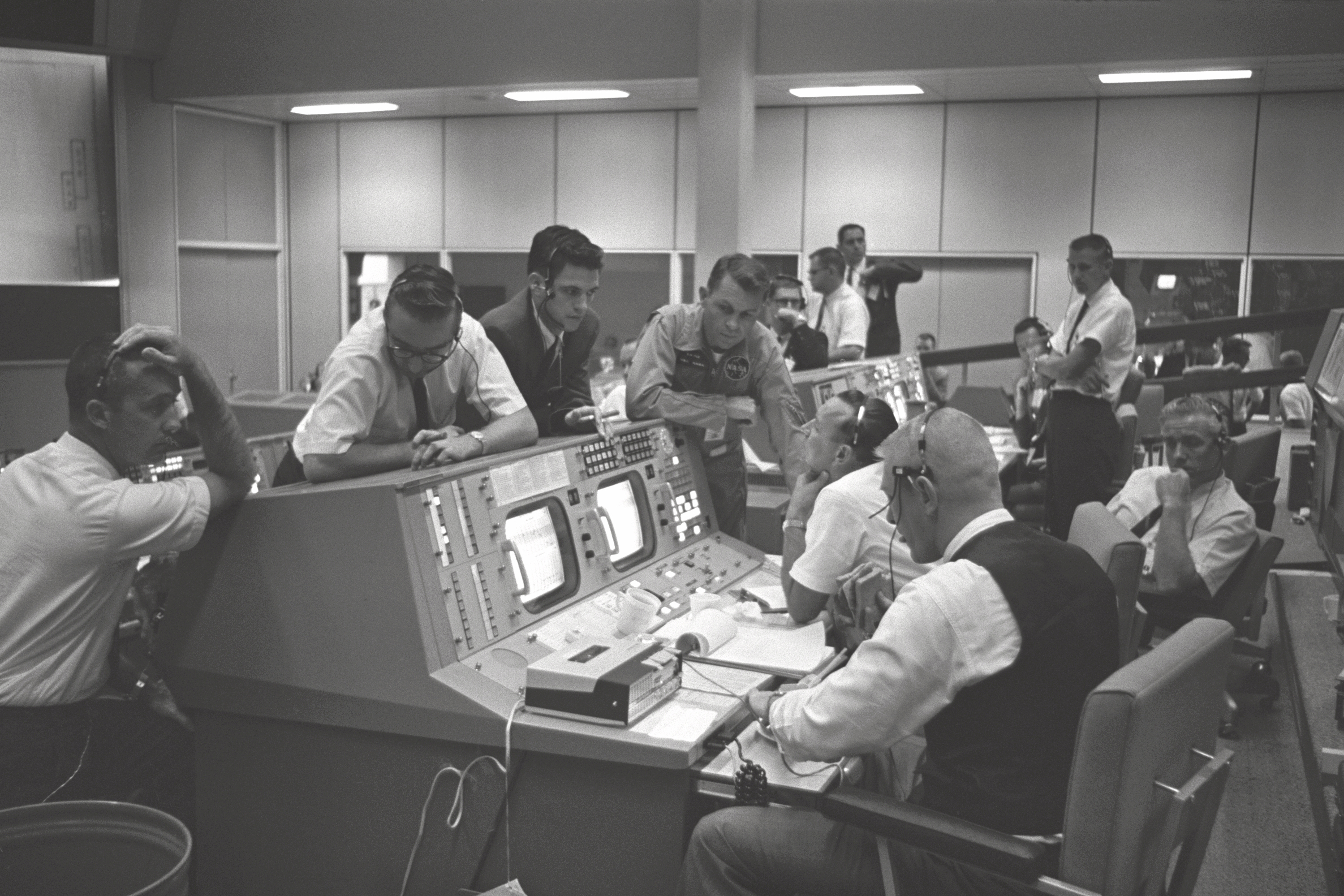
John Aaron aux côtés notamment de Gene Kranz, Elliot See et Christopher Kraft lors de la mission Gemini 5.

Un personnage basé sur John Aaron est interprété par l'acteur Loren Dean dans le film Apollo 13 (1995).